# South 24 Paraganas
South 24 Paraganas är ett distrikt i Indien.   Det ligger i delstaten Västbengalen, i den östra delen av landet, 1 300 km sydost om huvudstaden New Delhi. Antalet invånare är 8 161 961.
Följande samhällen finns i South 24 Paraganas:
- Nangi
- Bāsanti
- Kākdwīp
- Bārāsat
- Kultali
- Baj Baj
- Bāruipur
- Pujali
- Canning
- Diamond Harbour
- Nabagrām
- Jaynagar Mazilpur
- Jāfarpur
- Bāwāli
- Chāmpāhāti
- Amtala
- Serpur
- Santoshpur
- Raypur
- Harindānga
- Balarāmpur
- Bishnupur